# Броз, Жарко
Жарко Фридрихович Броз (сербохорв. Жарко Броз / Žarko Broz, в СССР также носил фамилию Вальтер; 2 февраля 1924, Велико-Тройство — 26 июня 1995, Белград) — советский и югославский военный деятель, сын президента СФРЮ Иосипа Броза Тито, старший сержант Вооружённых сил СССР.
Участник Великой Отечественной войны, был ранен в битве за Москву (потерял руку), однако в дальнейшем учился в Высшей специальной разведывательной школе. После окончания войны уехал в Югославию, отдалившись от политических дел и занявшись управлением виноградника; остаток жизни прожил в Белграде.

## Биография

### Родители. Детство
Жарко Броз родился 2 февраля 1924 года в городе Велико-Тройство. Его матерью была русская крестьянка Пелагея Денисовна Белоусова, а сам Жарко был четвёртым ребёнком в семье. Ранее в семье умерли новорождённый сын Пелагеи, не получивший имени, а также сын Хинко и дочь Златица. Через год семья перебралась в Загреб. В ночь с 4 на 5 августа 1928 года его родители были арестованы полицией Югославии по обвинению в антигосударственной деятельности, однако Пелагею отпустили из-за отсутствия улик. Иосип же был осуждён на так называемом «процессе подрывников» (сербохорв. bombaški proces), а Пелагея вынуждена была уехать с сыном в Москву под другим именем, в дальнейшем ведя тайную переписку с мужем.
Жарко провёл своё детство в специальном интернациональном детском доме г. Иваново, где воспитывались многие дети политэмигрантов, однако оттуда вскоре сбежал. По рассказам современников, Жарко был музыкально одарённым подростком, прекрасно играя на трубе, однако отличался очень трудным и необузданным характером: Елена Боннэр, жившая в Ленинградском интернате, где некоторое время находился Жарко, вспоминала, что он в разговоре называл себя племянником Иосипа Броза Тито, не упоминая о родителях; за ним ходила репутация хулигана и любителя драк. По одной из городских легенд, он стал членом банды малолетних преступников под названием «Золотой зуб», в которой был и Альдо Тольятти, сын Пальмиро Тольятти, однако попал в интернат для малолетних правонарушителей под Ленинградом, где его потом и разыскал отец.
Иосип Броз Тито снова приехал в Москву в 1935 году после своего освобождения, и родители Жарко ненадолго воссоединились, прожив несколько месяцев вместе с сыном в гостинице «Люкс». Однако 19 апреля 1936 года они окончательно развелись: Иосип обвинял Пелагею в том, что она плохо воспитывала Жарко и якобы изменила Тито с одним из сотрудником Коминтерна, хотя Белоусова отрицала факт измены. Позже Белоусову репрессировали по ложному обвинению, реабилитировав её в 1957 году и позволив жить в Москве лишь в 1966 году.

### Великая Отечественная война
До 25 мая 1941 года Броз работал на Московском тормозном заводе имени Кагановича револьверщиком, прежде чем был призван в народное ополчение и зачислен в 160-ю Московскую дивизию (6-я Московская стрелковая дивизия народного ополчения); назначен командиром отделения и командиром взвода особой разведывательной группы. Службу он продолжил в этой дивизии в начале Великой Отечественной войны, с ней участвовал в обороне Москвы. 3 октября под Ельней его дивизия была окружена, а 15 октября Броз вывел группу бойцов из окружения и направился в Москву, откуда его направили в запасной полк в Мытищи.
Позже Броз был назначен командиром отделения 8-й гвардейской стрелковой дивизии. 3 декабря 1941 года под станцией Крюково в Московской области он был ранен осколком мины в правую руку, которую пришлось ампутировать. По воспоминаниям некоторых современников, в начале 1942 года Броз вернулся с фронта с ранением в плечо и долго лечился в доме у друзей. 28 февраля 1942 года был официально выписан и направлен учиться в школу Коминтерна, которую окончил 17 декабря 1943 года: позже поступил в отдельную югославскую воинскую часть.
По сообщению Георгия Димитрова от 31 марта 1942 года, Жарко получил «неопасное ранение» и проживал в московской гостинице «Люкс». С 6 апреля 1944 года был слушателем 1-го курса 3-го факультета Высшей специальной разведывательной школы при Генеральном штабе Красной Армии. Указом Президиума Верховного Совета СССР № 217/33 от 13 апреля 1944 года старший сержант Жарко Иосипович Броз был награждён Орденом Отечественной войны II степени с формулировкой «за проявленную доблесть и мужество в борьбе против немецко-фашистских захватчиков» (при этом сербохорватская служба Московского радио ошибочно утверждала о присвоении звания Героя Советского Союза). Также Жарко был награждён ещё одним орденом. После освобождения Белграда Жарко прибыл на остров Вис в составе советской военной миссии во главе с генералом Корнеевым, и Жарко снова встретил отца.

### После войны
В 1945 году Жарко уехал в Югославию, где проживал в белградском квартале Дедине на улице Лацковича, получая пенсию ветерана Великой Отечественной войны и заведуя виноградником в Кумровце, который доверил ему отец. Несмотря на то, что его дети ещё не выросли, Жарко снова стал проявлять свой хулиганский характер и вести «рассеянный» образ жизни, нередко посещая увеселительные заведения и устраивая дебоши. Так, в гостинице «Бристоль»  Тузлы он устроил пьяный дебош, а когда ему выставили счёт, заявил, что оплачивать его будет отец; на следующий день он устроил такую же выходку в гостинице «Металлург» Зеницы. Вследствие этого за ним начала слежку государственная служба безопасности УДБА. Политикой Жарко не занимался.
Жарко Броз был женат трижды. Его первой супругой стала москвичка Тамара Ильинична Вегер, работавшая ведущей русской службы югославского радио: с ней Жарко уехал из СССР в Югославию после войны, заключив брак в 1947 году (отца Тамары, Илью Марковича, исключили из ВКП(б) и сняли с работы, поскольку в то время между СССР и Югославией были разорваны дипломатические отношения). От этого брака есть сын Йошка Броз (1947), лидер Коммунистической партии Сербии, и дочь Златица (1948). Второй супругой стала Тереза Куюнджич из Суботицы, ради которой Жарко бросил Тамару: он был настолько одержим ей, что агенты УДБА четыре раза вывозили её из Белграда в Суботицу, но всякий раз Жарко приезжал за ней, пока она не согласилась выйти замуж. Из-за этого поступка Иосип долгое время не разговаривал с Жарко Тереза родила ему сына Эдварда в 1951 году, причём именно после рождения Эдварда дед снова стал общаться с Жарко. В третьем браке с врачом Златой Елинек родилась дочь Светлана (1955—2025). Согласно архивам, как минимум до 1965 года Иосип Броз получал все пособия на своих внуков, не доверяя собственному сыну.
В 1966 году Жарко разрешили приехать в Москву и увидеться с матерью, которой выделили двухкомнатную квартиру: отец же никогда с Пелагеей больше не переписывался и не любил о ней говорить с кем-либо, хотя к сыну относился вполне хорошо. В 1983 году, уже после смерти отца Жарко инициировал судебный процесс о наследстве, так как Иосип Броз завещания не оставлял, однако позже власти наложили вето на этот процесс, остановив на долгое время: сын Йошка от первого брака утверждал, что власти поняли, что к тому моменту «всё было разворовано».
Жарко Броз скончался 26 июня 1995 года в Белграде, где проживал после смерти отца. Причиной смерти стал рак.